# Кшечково-Старе-Бенькі
Кшечково-Старе-Бенькі (пол. Krzeczkowo-Stare Bieńki) — село в Польщі, у гміні Чижев Високомазовецького повіту Підляського воєводства.
Населення — 27 осіб (2011).
У 1975-1998 роках село належало до Ломжинського воєводства.

## Демографія
Демографічна структура станом на 31 березня 2011 року:
|          | Загалом | Допрацездатний вік | Працездатний вік | Постпрацездатний вік |
| -------- | ------- | ------------------ | ---------------- | -------------------- |
| Чоловіки | 16      | 4                  | 12               | 0                    |
| Жінки    | 11      | 2                  | 8                | 1                    |
| Разом    | 27      | 6                  | 20               | 1                    |